# غنيمون حاد الثمار
جنتوم حاد الثمار[بحاجة لمصدر] (الاسم العلمي:Gnetum oxycarpum) هو نوع من النباتات يتبع جنس الجنتوم من الفصيلة الجنتوية.